# Plaza 25 de Mayo
Plaza 25 de Mayo är en park i Argentina.   Den ligger i provinsen Corrientes, i den nordöstra delen av landet, 800 km norr om huvudstaden Buenos Aires. Plaza 25 de Mayo ligger 66 meter över havet.
Terrängen runt Plaza 25 de Mayo är mycket platt. Runt Plaza 25 de Mayo är det tätbefolkat, med 683 invånare per kvadratkilometer.. Närmaste större samhälle är Corrientes, 2,0 km söder om Plaza 25 de Mayo. 
Runt Plaza 25 de Mayo är det i huvudsak tätbebyggt.